# Cleonymia obscurior
Cleonymia obscurior là một loài bướm đêm trong họ Noctuidae.